# Parlament der Republik Nordmazedonien
Das Parlament der Republik Nordmazedonien (mazedonisch Собрание на Република Северна Македонија, albanisch Kuvendi i Republikës së Maqedonisë së Veriut) ist das Parlament im Einkammersystem von Nordmazedonien.
In das Parlament werden 120 Abgeordnete für jeweils vier Jahre gewählt. Drei Abgeordnete werden von der nordmazedonischen Diaspora gewählt.

## Wahlzonen
Bei den Parlamentswahl ist das Land in sechs Zonen geteilt, die jeweils 20 Abgeordnete wählen. Im Oktober 2008 wurden drei Zonen hinzugefügt: Nord- und Südamerika, Europa sowie Asien und Australien, die je einen eigenen Abgeordneten stellen. In diesen Zonen sollen im Ausland lebende Staatsbürger für das Parlament wählen können. Angewendet wurde diese neue Regelung bei der Parlamentswahl 2011, wo die Anzahl der Abgeordneten dann auf 123 erhöht wurde. Bei der Wahl 2016 wurde die Zahl der Abgeordneten wieder auf 120 reduziert.

## Sitzverteilung
Seit der Wahl vom 22. Mai 2024 gilt folgende Sitzverteilung:
| Name | Name                                      | Ausrichtung                                        | Parteivorsitzender  | Sitze |
| ---- | ----------------------------------------- | -------------------------------------------------- | ------------------- | ----- |
|      | Your Macedonia (geführt von: VMRO-DPMNE)  | christdemokratisch, nationalkonservativ            | Hristijan Mickoski  | 58    |
|      | For a European Future (geführt von: SDSM) | sozialdemokratisch                                 | Venko Filipče       | 18    |
|      | European Front (Geführt von: BDI)         | konservativ, Vertretung der albanischen Minderheit | Ali Ahmeti          | 18    |
|      | VLEN Koalition (Geführt von: AA)          | konservativ, Vertretung der albanischen Minderheit | Bilall Kasami       | 14    |
|      | Levica                                    | Sozialismus, Linksnationalismus, Euroskepsis       | Dimitar Apasiev     | 6     |
|      | ZNAM                                      | Mazedonischer Nationalismus, Linksnationalismus    | Maksim Dimitrievski | 6     |
|      | Gesamt                                    | Gesamt                                             | Gesamt              | 120   |

## Bisherige Wahlen
Seit der Unabhängigkeit 1991 fanden im Land regelmäßig Parlamentswahlen statt (1994, 1998, 2002, 2006, 2008, 2011, 2016). Bei den Wahlen 1998 wurde die VMRO-DPMNE mit 11 von 35 Sitzen Siegerin. 2002 kamen die Sozialdemokraten an die Macht. Bei den Wahlen errangen sie mit ihrer Koalition Zusammen für Mazedonien 61 von 120 Sitzen. An der nächsten Parlamentswahl im Jahr 2006 verloren die Sozialdemokraten 29 Sitze. Siegerin wurde die Koalition unter der Führung der VMRO-DPMNE mit 45 Sitzen von 120 möglichen. Kurz darauf koalierten die VMRO mit der Albanischen Demokratischen Partei (PDSH) und konnten eine Regierung errichten. Da sich Mazedonien jedoch zunächst im Februar 2008 weigerte, den Kosovo als unabhängigen Staat anzuerkennen und die Verabschiedung der Minderheitengesetze schleppend vorangingen, verließ die PDSH das Bündnis (Boykott) und es wurden vorzeitige Parlamentswahlen für den 1. Juni 2008 angesetzt. Siegerin wurde dabei wieder die VMRO-DPMNE mit 63 Sitzen von den insgesamt 120 möglichen. Für die Regierungsbildung koalierte die VMRO mit der der PDSH verfeindeten Demokratischen Union für Integration.
Die vorzeitige Parlamentswahl 2011 fand am 5. Juni statt. Die zunächst für den 24. April 2016 angesetzten Neuwahlen wurden mehrfach verschoben und schließlich am 11. Dezember 2016 durchgeführt. Da Staatspräsident Gjorge Ivanov, welcher der seit 2006 regierenden nationalkonservativen VMRO-DPMNE angehört und als enger Vertrauter des bisherigen Regierungschefs Nikola Gruevski gilt, dem Führer der oppositionellen Sozialdemokratische Liga Mazedoniens (SDSM), Zoran Zaev,  das Mandat zur Regierungsbildung verweigerte, kam es zu einer langwierigen Regierungsbildung. Erst nach einem Gespräch mit dem US-Vizestaatssektretär Hoyt Yee lenkte Ivanov schließlich ein und erteilte Zaev am 17. Mai 2017 das Mandat zur Regierungsbildung. Am 31. Mai 2017 nahm die Koalition aus der Sozialdemokratischen Liga Mazedoniens (SDSM) und zwei Parteien der albanischen Minderheit mit der Wahl von Zoran Zaev als Regierungschef ihre Arbeit auf. Die Partei Besa, die ebenfalls die Interessen der albanischen Minderheit vertritt, will die neue Regierung fallweise im Parlament unterstützen, ohne jedoch offiziell Teil der Regierung zu sein.

## Parlamentspräsidenten

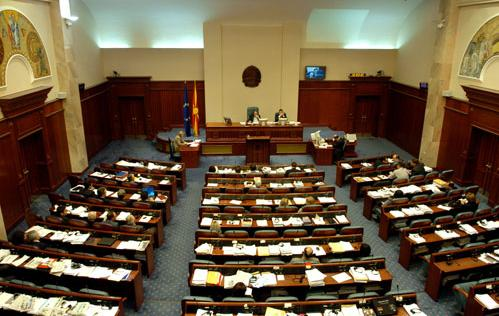
Saal des Parlaments

- Stojan Andov (8. Januar 1991 – 6. März 1996)
- Tito Petkovski (6. März 1996 – 19. November 1998)
- Savo Klimovski (19. November 1998 – 30. November 2000)
- Stojan Andov (30. November 2000 – 3. Oktober 2002)
- Nikola Popovski (3. Oktober 2002 – 8. November 2003)
- Liljana Popovska (8. November 2003 – 18. November 2003)
- Ljupčo Jordanovski (18. November 2003 – 1. August 2006)
- Ljubiša Georgievski (1. August 2006 – 21. Juni 2008)
- Trajko Veljanoski (21. Juni 2008 – 27. April 2017)
- Talat Xhaferi (seit 27. April 2017 – 25. Januar 2024)
- Jovan Mitreski (25. Januar 2024 – 28. Mai 2024)
- Afrim Gashi (seit 28. Mai 2024)

## Parlamentsgebäude

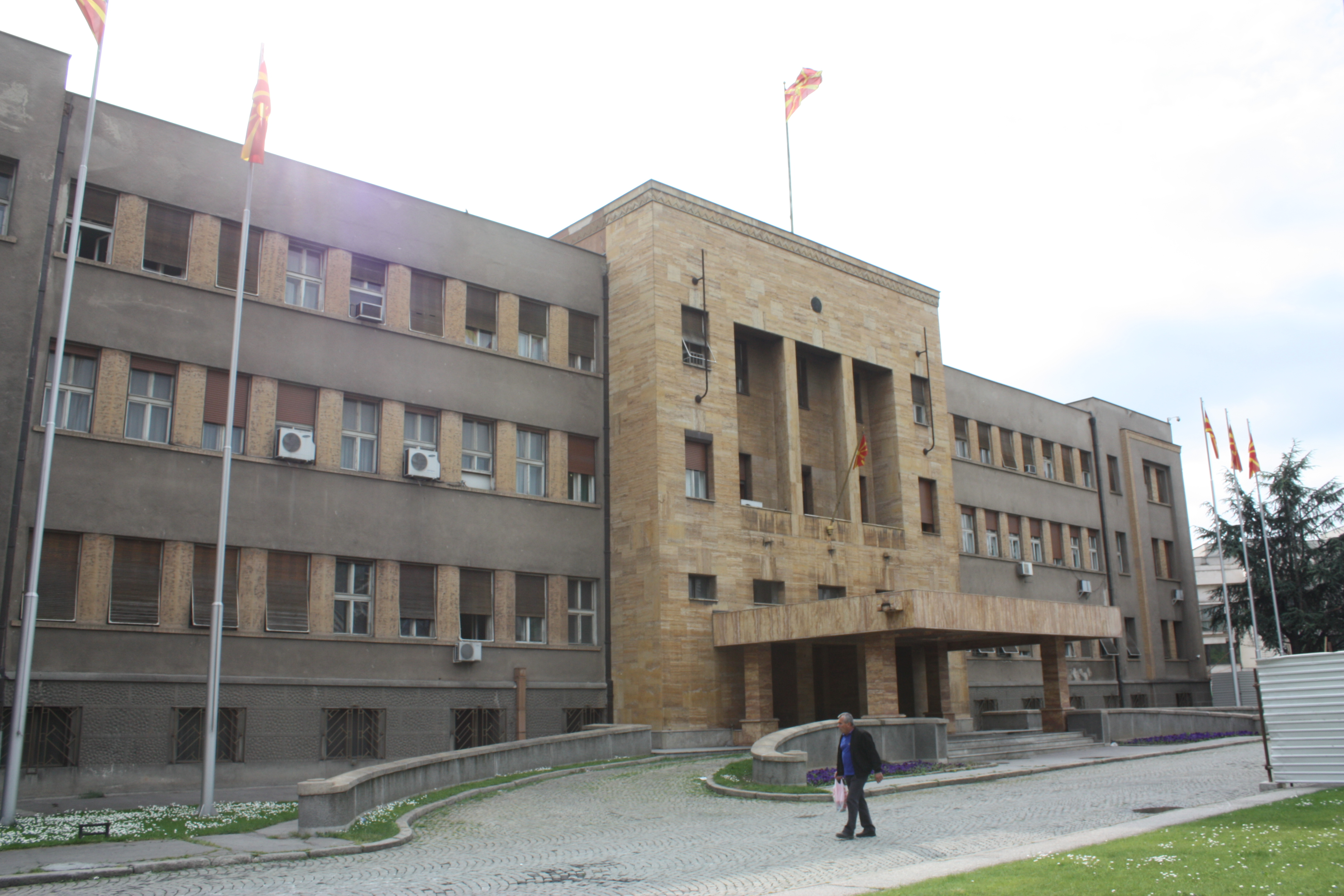
Parlamentsgebäude in Skopje

Das Parlament hat seinen Sitz in Skopje, im Versammlungspalast. Das Gebäude wurde 1938 errichtet für die damalige Vardarska banovina (Banschaft Vardar).